# Saco aéreo
Los sacos aéreos son espacios dentro de un organismo que contienen aire de forma permanente. En los animales actuales, las aves son las que tienen el mayor número de sacos aéreos (de 9 a 11), que mejoran el flujo de aire durante la respiración y hacen que su cuerpo sea más ligero, pero sus parientes extintos, los dinosaurios, ya mostraron un gran aumento en la neumatización de sus huesos. Terópodos como Aerosteon tenían muchos sacos aéreos en el cuerpo y no solamente en los huesos, y pueden identificarse como las formas más primitivas que tenían las vías respiratorias como las de las aves modernas. Los saurópodos tenían una gran cantidad en sus huesos (especialmente en las vértebras), aunque un terópodo, Deinocheirus, tenía una cantidad comparable.

## Función

### En las aves

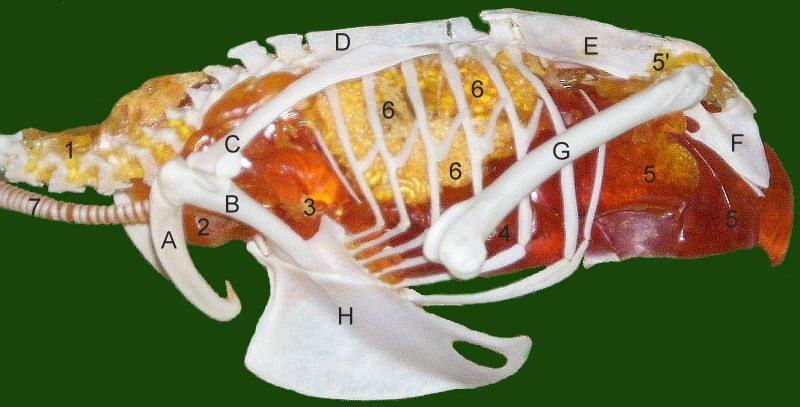
Los procesos uncinados son las pequeñas extensiones óseas ganchudas blancas en medio de las costillas. El resto de este diagrama muestra los sacos aéreos y otras partes del sistema respiratorio de las aves: 1 saco aéreo cervical, 2 saco aéreo interclavicular, 3 saco torácico anterior, 4 saco aéreo torácico posterior, 5 saco aéreo abdominal (5' divertículos en la cintura escapular), 6 pulmones, 7 tráquea.

Las aves tienen nueve sacos aéreos no vascularizados, situados entre los órganos y conectados a los pulmones y a los huesos (gran parte de sus huesos tienen aire en lugar de médula ósea). Estos sacos se dividen en un grupo anterior, formado por los sacos interclavicular, los cervicales y los torácicos anteriores, y un grupo posterior, formado por los torácicos posteriores y abdominales. Todos son pares menos el interclavicular, que sólo hay uno. Los sacos anteriores, los pulmones y los posteriores están conectados. Los sacos aéreos y sus conexiones permiten una eficaz ventilación con un flujo de aire casi continuo que pasa por los pulmones, lo que proporciona el oxígeno necesario para el elevado metabolismo de las aves y facilita la extracción de oxígeno incluso si está en bajas concentraciones. El intercambio de gases se realiza en los pulmones, donde hay un sistema de parabronquios y capilares aéreos (no tienen alvéolos como los de los mamíferos) rodeados de capilares sanguíneos. La tráquea de las aves se divide en dos bronquios principales (mesobronquios), que se dirigen a los sacos aéreos posteriores (no a los pulmones) y se dividen sucesivamente en bronquios cada vez menores con muchas conexiones entre ellos hasta acabar en los mencionados parabronquios de los pulmones.

Los pulmones de las aves obtienen aire fresco tanto durante la exhalación como la inhalación, porque sus sacos aéreos realizan todo el bombeo y los pulmones simplemente absorben el oxígeno.

Cuando el ave respira, el aire pasa por los sacos aéreos y los pulmones realizándose dos ciclos completos de inhalación y exhalación, que se pueden resumir así:
- 1.ª inhalación. El aire entra en la tráquea y los bronquios primarios y parte de él pasa a los pulmones y parte a los sacos aéreos posteriores.
- 1.ª exhalación. El aire de los sacos posteriores pasa a los pulmones y desplaza al aire estancado que sale por la tráquea.
- 2.ª inhalación. Parte del aire que entra pasa a los sacos aéreos posteriores y parte a los pulmones, empujando el aire estancado de los pulmones hacia los sacos anteriores.
- 2.ª exhalación. El aire de los sacos anteriores y el de los pulmones sale al exterior y es sustituido por el aire que pasa a los pulmones procedente de los sacos posteriores.[5]

### En los dinosaurios
Desde aproximadamente 1870, los científicos coinciden en general en que los esqueletos poscraniales de muchos dinosaurios contenían muchas cavidades llenas de aire (huesos neumáticos), especialmente en las vértebras. La neumatización del cráneo (como en los senos paranasales) se encuentra tanto en sinápsidos como en arcosaurios, pero la neumatización poscraneal se encuentra sólo en aves, dinosaurios saurisquios no aviares y pterosaurios. Durante mucho tiempo estas cavidades fueron consideradas simplemente como adaptaciones para ahorrar peso, pero el paleontólogo estadounidense Robert Bakker propuso que estaban conectadas a sacos aéreos como los de las aves, los cuales hacen que el sistema respiratorio de las aves sea el más eficiente de todos los animales.
John Ruben et al. (1997, 1999, 2003, 2004) mostraron sus discrepancias con esta teoría y sugirieron que los dinosaurios tenían un sistema respiratorio «mareal» (de entrada y salida) impulsado por un mecanismo de «pistón hepático» como el de los crocodilios, en el cual los músculos unidos principalmente al pubis tiran del hígado hacia atrás, lo que hace que los pulmones se expandan al inhalar; cuando estos músculos se relajan, los pulmones vuelven a su tamaño y forma previas y el animal exhala. También presentaron esta propuesta como una razón para dudar de que las aves descendieran de los dinosaurios (algo de lo que hoy en día no se duda en la opinión científica general).
Los críticos afirmaron que, sin sacos aéreos como los de las aves, pequeñas mejoras en unos pocos aspectos en los sistemas respiratorio y circulatorio de un reptil moderno les permitirían a los reptiles obtener del 50 al 70 % del flujo de oxígeno de un mamífero de similar tamaño, y que la falta de sacos aéreos no impediría el desarrollo de la endotermia. Se publicaron muy pocas refutaciones en revistas científicas de la afirmación de Trepan et al. de que los dinosaurios no tenían sacos aéreos del estilo de los de las aves; pero una de ellas indica que el fósil  Sinosauropteryx en el cual ellos habían basado gran parte de su argumentación estaba muy aplastado y, por tanto, era imposible decir si el hígado tenía la forma idónea para actuar como parte de un mecanismo de  pistón hepático. Algunas publicaciones recientes simplemente hacen notar sin mayor comentario que Trepan et al. argumentaron contra la presencia de sacos aéreos en los dinosaurios.

## Evidencia fósil
Los investigadores presentaron pruebas y argumentaciones en favor de la presencia de sacos aéreos en saurópodos, «prosaurópodos», coelúridos, ceratosaurios y en los terópodos Aerosteon y Coelophysis.
En los saurópodos avanzados («neosaurópodos»), las vértebras de la región lumbar y de la cadera muestran signos de la presencia de sacos aéreos. En los primeros saurópodos, solo las vértebras cervicales (cuello) muestran esta característica. Si utilizamos como referencia la secuencia de desarrollo observada en embriones de aves, los sacos aéreos en realidad evolucionaron antes que los canales en el esqueleto que los albergan en formas posteriores.

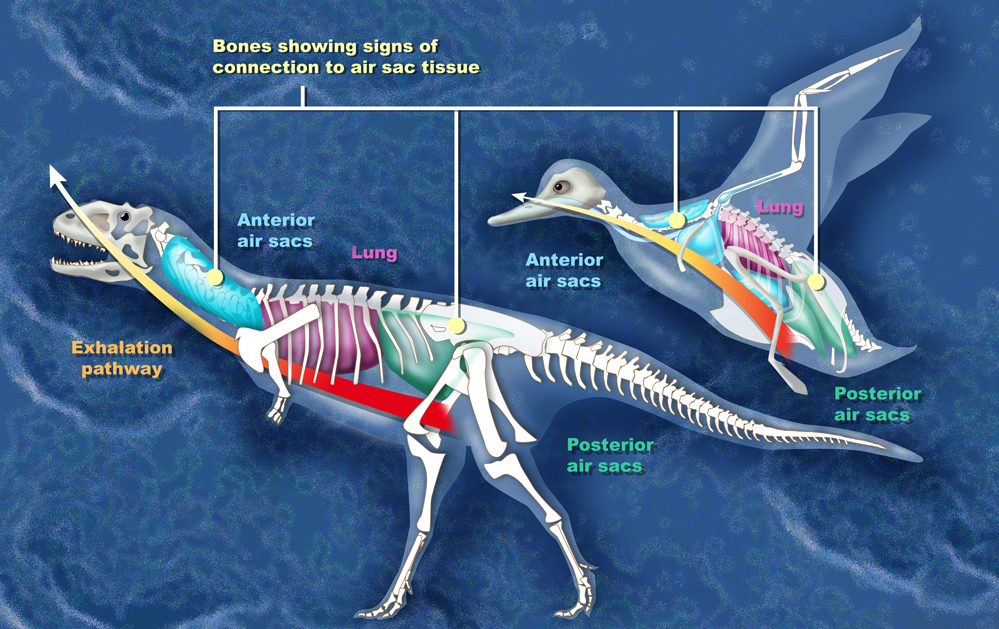
Comparación entre los sacos aéreos de Majungasaurus y una ave.

También se encontraron evidencias de sacos aéreos en terópodos. Los estudios realizados muestran evidencias de su presencia en fósiles de coelúridos, ceratosaurios, y los terópodos Coelophysis y Aerosteon. Coelophysis, del Triásico Superior, es uno de los primeros dinosaurios cuyos fósiles muestran evidencia de canales para los sacos aéreos. Aerosteon, un alosáurido del Cretácico superior, tenía los sacos aéreos más similares a los de las aves encontrados hasta el momento.
Los primeros sauropodomorfos, incluido el grupo tradicionalmente conocido como «prosaurópodos», también pueden haber tenido sacos aéreos. Aunque se han encontrado posibles indentaciones neumáticas en Plateosaurus y Thecodontosaurus, las hendiduras son muy pequeñas. Un estudio de 2007 concluyó que los prosaurópodos probablemente tenían sacos aéreos abdominales y cervicales, basándose en las pruebas que hay de ellos en los taxones hermanos (terópodos y saurópodos); el estudio concluyó que era imposible determinar si los prosaurópodos tenían un pulmón de flujo parecido a una ave, pero que los sacos aéreos estaban presentes casi con certeza. Una indicación adicional para su presencia y uso en la ventilación pulmonar se puede encontrar en la reconstrucción del volumen de intercambio de aire (el volumen de aire intercambiado con cada respiración) de Plateosaurus, que cuando se expresa como una relación de volumen de aire por peso corporal a 29 mL/kg (mililitros por kilogramo) es similar a los valores observados en gansos y otras aves, y mucho más alto que los valores típicos en mamíferos.
Hasta el momento, no se ha encontrado evidencia de su presencia en los dinosaurios ornitisquios, pero esto no implica que estos no podrían haber tenido tasas metabólicas comparables a las de los mamíferos, ya que los mamíferos tampoco tienen sacos aéreos.

## Desarrollo
Se han propuesto tres explicaciones para el desarrollo de sacos aéreos en los dinosaurios:
- Aumento de la capacidad respiratoria. Esta es probablemente la hipótesis más común y encaja bien con la idea de que muchos dinosaurios tenían tasas metabólicas bastante altas.
- Mejora del equilibrio y la maniobrabilidad al bajar el centro de gravedad y reducir la inercia rotacional. Sin embargo, esto no explica la expansión de los sacos aéreos en los saurópodos cuadrúpedos.
- Como mecanismo de enfriamiento corporal. Parece que los sacos aéreos y las plumas evolucionaron casi al mismo tiempo en los coelúridos. Si las plumas retenían el calor, sus dueños habrían requerido un medio para disipar el exceso de calor. Esta idea es plausible pero necesita más apoyo empírico.

Los cálculos de los volumes de varias partes del sistema respiratorio del saurópodo Apatosaurus apoyan las evidencias de que los saurópodos tenían sacos aéreos similares a los de las aves:
- Asumiendo que Apatosaurus, igual que los parientes supervivientes más próximos de los dinosaurios, los crocodilios y las aves, no tuviera diafragma, el volumen del espacio muerto de un espécimen de 30 toneladas sería de aproximadamente 184 litros. Este es el volumen total de la boca, la tráquea y las vías aéreas. Si el animal exhala menos volumen de aire que este, el aire viciado no será expulsado y se aspirará hacia los pulmones con la siguiente inhalación.
- Las estimaciones de su volumen mareal (la cantidad de aire que entra o sale de los pulmones en una sola inhalación) dependen del tipo de sistema respiratorio que tenga el animal: 904 litros si es una ave; 225 litros si es un mamífero; 19 litros si es un reptil.

Sobre estas bases, Apatosaurus no podría haber tenido un sistema respiratorio de reptil, ya que su volumen mareal habría sido menor que su volumen de espacio muerto, por lo que el aire viciado no podría ser expulsado, sino que sería succionado de vuelta a los pulmones. Del mismo modo, un sistema como el de los mamíferos solo proporcionaría a los pulmones alrededor de 225-184=41 litros de aire fresco y oxigenado en cada respiración. Por lo tanto, Apatosaurus debe haber tenido un sistema desconocido en el mundo moderno o uno como el de las aves, con múltiples sacos aéreos y un pulmón de flujo continuo. Además, un sistema como el de las aves solo necesitaría un volumen pulmonar de unos 600 litros, mientras que un mamífero habría requerido unos 2950, lo que excedería los 1700 litros de espacio disponibles en el pecho de un apatosaurio de 30 toneladas.
Los sistemas respiratorios de dinosaurios con sacos aéreos similares a las aves podrían tener la capacidad de mantener niveles de actividad más altos que los que mamíferos de tamaño y constitución similar podrían mantener. Además de proporcionar un suministro de oxígeno muy eficiente, el rápido flujo de aire habría sido un mecanismo de enfriamiento efectivo, esencial para los animales que son activos pero demasiado grandes para eliminar todo el exceso de calor a través de la piel.
El paleontólogo Peter Ward ha argumentado que la evolución del sistema de sacos aéreos, que aparece por primera vez en los primeros dinosaurios, pudo haber sido en respuesta al muy bajo porcentaje (11 %) de oxígeno atmosférico de las edades Carniense y Noriense del período Triásico.